# Pietro Germani
Pietro Germani (Roma, 29 marzo 1903 – 3 giugno 1970) è stato un politico italiano, eletto dalla I alla III legislatura della Repubblica Italiana alla Camera.

## Biografia
Laureato in giurisprudenza, fu avvocato e docente universitario. Impegnato in politica con la Democrazia Cristiana, viene eletto alla Camera dei Deputati per le prime tre legislature della Repubblica italiana, restando in carica dal 1948 al 1963. Nel gennaio 1950 fu eletto Presidente della 11ª commissione Agricoltura e Foreste della Camera dei deputati, carica che mantenne per 13 anni consecutivi, fino al termine della propria esperienza parlamentare
Morì il 3 giugno 1970 all'età di 67 anni.